# Romolo Boglietti
Romolo Boglietti (né le 24 septembre 1895 à Córdoba en Argentine et mort en novembre 1955 à Mendoza) est un joueur de football italo-argentin, qui jouait au poste de milieu de terrain défensif.
Il était appelé Boglietti II pour le distinguer de ses frères Ernesto (Boglietti I) et Ottavio (Boglietti III).
Il est le premier joueur non-européen (même si d'origine italienne) avec son frère à évoluer pour le club italien de la Juventus.

## Biographie
Durant sa carrière, entre 1913 et 1923, le milieu défensif argentin d'origine italienne n'a joué que dans son pays d'origine, pour cinq clubs, dont trois turinois. 
Surnommé Bulet Dui, il est surtout connu pour avoir évolué dans le club de la Juventus, sa première équipe, avec qui il a inscrit 3 buts en 24 matchs en deux saisons, jouant son premier match le 12 octobre 1913 lors d'une victoire 3-1 contre le Libertas Milano, et son dernier match le 21 mars 1915 lors d'une défaite 5-2 contre son futur club du Genoa CFC.

### Statistiques
| Saison         | Club           | Championnat     | Championnat | Championnat |
| Saison         | Club           | Compétition     | Matchs      | Buts        |
| -------------- | -------------- | --------------- | ----------- | ----------- |
| 1913-1914      | Juventus       | Prima categoria | 19          | 3           |
| 1914-1915      | Juventus       | Prima categoria | 5           | 0           |
| Total Juventus | Total Juventus |                 | 24          | 3           |
| Total carrière | Total carrière |                 | 24          | 3           |